# Restauração Nacional (Costa Rica)
O Partido da Restauração Nacional (PRN) é um partido político costariquenho.
O partido fez história em 2018, quando ganhou metade das cadeiras do parlamento costariquenho e seu candidato a presidência, Fabricio Alvarado Muñoz, foi para o segundo turno das eleições presidenciais.

## História
O partido foi fundado em 2005, por dissidentes do Partido da Renovação Nacional, partido que, até então, era o principal representante da comunidade evangélica costarriquenha.
Em 2014, o partido elegeu seu primeiro deputado, Fabricio Alvarado, que viria a se tornar o candidato à presidência da república, nas eleições de 2018.
Em 2018 o partido conquistou grande parte dos assentos da assembleia legislativa, tornando-se o segundo maior partido da Costa Rica.

## Organização

### Programa partidário e ideológico
O partido se caracteriza como sendo fortemente religioso, tendo a vertente evangélica do protestantismo como sua religião oficial. O partido se posiciona contra o casamento gay, o aborto, a legalização da maconha, o estado laico e os video games violentos.